# Tipula doron
Tipula doron är en tvåvingeart som beskrevs av Alexander 1961. Tipula doron ingår i släktet Tipula och familjen storharkrankar. Inga underarter finns listade i Catalogue of Life.